# Poritia javanica
Poritia javanica är en fjärilsart som beskrevs av Hans Fruhstorfer 1912. Poritia javanica ingår i släktet Poritia och familjen juvelvingar. Inga underarter finns listade i Catalogue of Life.